# Châtelus (Loire)
Châtelus is een gemeente in het Franse departement Loire (regio Auvergne-Rhône-Alpes) en telt 118 inwoners (2004). De plaats maakt deel uit van het arrondissement Montbrison.

## Geografie
De oppervlakte van Châtelus bedraagt 2,5 km², de bevolkingsdichtheid is 47,2 inwoners per km².
De onderstaande kaart toont de ligging van Châtelus (Loire) met de belangrijkste infrastructuur en aangrenzende gemeenten.

## Demografie
Onderstaande figuur toont het verloop van het inwonertal (bron: INSEE-tellingen).